# Лазаревский, Александр Матвеевич
Александр Матвеевич Лазаревский (1834—1902) — украинский историк, специализировавшийся на истории Украины.

## Биография
Родился 8 (20) июня 1834 года в селе Гирявка (ныне — Шевченково Конотопского района Сумской области). Прадед его был конотопский казак, отец Матвей Ильич — конотопский уездный судья. Александр был одним из младших в семье (позже, в 1836 году, родился только его брат Иван), в которой кроме него росли ещё пятеро братьев и две сестры.
В 1844—1846 годах учился в Конотопской уездной школе. В феврале 1846 года выехал со старшим братом Василием в Санкт-Петербург. В феврале 1850 года был принят в 3-й класс Второй Санкт-Петербургской гимназии, по окончании которой в августе 1854 года поступил на историко-филологический факультет Санкт-Петербургского университета. После окончания университета с золотой медалью, 15 сентября 1859 года он был зачислен канцелярским чиновником в Петербургское губернское правление, но менее чем через год, 22 июня 1860 года перешёл чиновником в Археографическую комиссию, которая тогда существовала при Департаменте Министерства народного просвещения.
Ещё будучи в университете, он напечатал «Указатель для изучения малороссийского края» (СПб., 1858); четыре года был библиотекарем графа А. С. Уварова и составил каталог его рукописного собрания. В 1860 году, по поручению академии наук, собирал материалы (преимущественно в московских монастырях) для истории русского хронографа и напечатал в «Известиях Академии Наук» «Записку о русском хронографе».

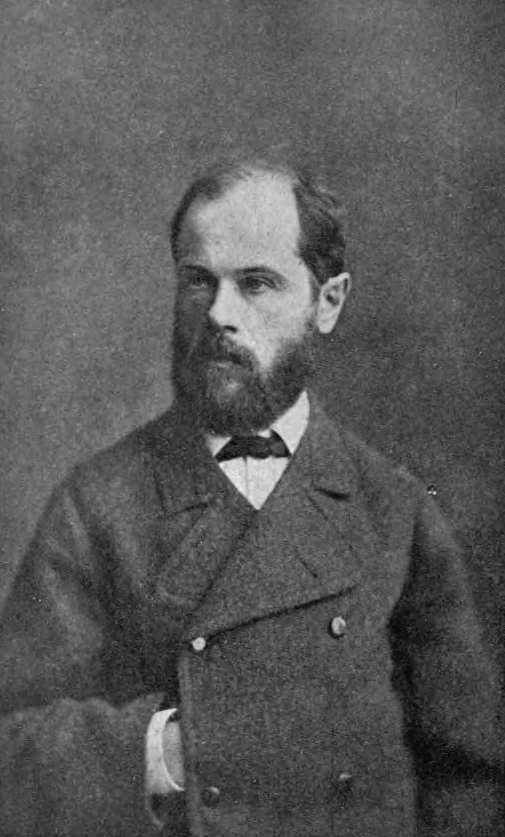
А. М. Лазаревский (~ 1876 год)

С 1861 года служил сначала в крестьянских учреждениях Черниговской губернии, потом по судебному ведомству; позже занимал должность члена киевской судебной палаты. Получив за время службы в Чернигове возможность ознакомиться с местными архивами, содержавшими тогда в себе богатейший материал по внутренней истории Левобережной Малороссии XVII—XVIII вв., он особенно тщательно изучил архив генеральной войсковой канцелярии и документы архива черниговской казённой палаты.
Обратившись, таким образом, от внешней политической истории страны, которой по преимуществу занимались предшествующие историки, к изучению внутренней жизни малорусского народа, Лазаревский пришёл к убеждению, что крепостной строй, установившийся в Малороссии в конце XVIII века, не был навязан стране извне, а был делом казацкой старшины, сосредоточившей в своих руках административную и судебную власть. Истории этого класса посвящены, главным образом, его труды, отчасти касающиеся и других сословий, управления и финансов.
Он был исследователем того процесса, в силу которого посполитые XVII века обратились в крепостных крестьян, а казацкая старшина — в дворянство. Введя в научный оборот массу нового и в высшей степени важного материала, открыл многие неизвестные ранее источники и издал некоторые из них, дал в своих работах множество ценных указаний по всем важнейшим вопросам истории левобережной Малороссии времён гетманщины. Лазаревский считается лучшим знатоком этой истории.
Под его редакцией вышло несколько изданий «Киевской старины». Им составлено роскошное собрание журнальных статей и брошюр по истории Малороссии, завещанное в библиотеку киевского университета.
В 1880 году он приступил к объединению всех собранных на протяжении многих лет документальных материалов. Итогом этой работы стал выпуск нескольких томов «Описания Старой Малороссии». Первый том «Описания», посвященный Стародубскому полку вышел в 1888 году, второй том (по Нежинскому полку) — в 1893 году. За второй том в 1895 году A. М. Лазаревский был награждён Уваровской премией. Третий том вышел в 1901 году и был посвящен Прилуцкому полку. Материалы по Полтавскому, Киевскому, Переславскому, Миргородскому и Гадяцкому полкам, несмотря на собранный материал, напечатать он уже не успел.
Александр Матвеевич Лазаревский умер 31 марта (13 апреля) 1902 года в городе Киеве и был похоронен на родине (ныне село Шевченково Конотопского района Сумской области).

## Издания Лазаревского
- «Обозрение Румянцевской описи Малороссии», Чернигов, 1866—85 (Л. принадлежит первая половина «Обозрения», вып. 1 и 2 и часть 3 до стр. 415);
- «Описание Черниговского наместничества, Д. Пащенка» («Записки Черн. Губ. Стат. Комитета», кн. 2, приложение);
- «Сулимовский архив» (Киев, 1884);
- «Мотыжинский архив» (Киев, 1890);
- «Генеральное следствие о маетностях Черниговского полка» (Чернигов, 1892).

## Семья
- Первая жена — Екатерина Фёдоровна Лащинская (1846—?), сестра М. Ф. Лащинского.
- Сын — писатель Борис Александрович Лазаревский.

## Память
В Конотопе одна из центральных улиц города названа именем Лазаревского. Городским советом учреждена ежегодная премия имени А. М. Лазаревского.
В Чернигове институт истории, этнологии и правоведения (бывший Исторический факультет) Черниговского национального педагогического университета назван именем А. М. Лазаревского.